# Herb gminy Cisna
Herb gminy Cisna – jeden z symboli gminy Cisna.

## Wygląd i symbolika
Herb przedstawia na tarczy w polu czerwonym złotą lilię heraldyczną, pochodzącą z herbu szlacheckiego Gozdawa, wpisaną w złotą stylizowaną literę „C”, nawiązującą do nazwy gminy.